# チョン・ウニム
チョン・ウニム（鄭 恩任、朝鮮語: 정은임、1968年10月13日 - 2004年8月4日）は大韓民国のアナウンサー。文化放送に勤めていた。
MBC FM（現・MBC FM4U）にて『チョンヨン（映）ウム』と略された『チョン・ウニムのFM映画音楽』を担当し、リスナーから『ラジオ世代最後のDJ』と呼ばれた。

## 学歴
- 世和女子高等学校（卒業）
- ソウル大学校 人文大学 考古美術史学科（卒業）
- ノースウェスタン大学大学院 メディア学科（卒業）

## 生涯
ソウル大学校人文大学考古美術学科を卒業後、1992年7月文化放送に入社した。同年11月2日より『チョン・ウニムのFM映画音楽』のを担当し進行を務め、午前1時に放送していた。1998年に結婚するとともに米国に留学し、ノースウェスタン大学大学院メディア学科で『韓国の映画マニア』という論文で修士を取得した。帰国後はふたたびアナウンサーとして活動した。また、2003年10月21日から2004年4月26日まで『チョン・ウニムのFM映画音楽』をふたたび担当し進行を務めた。同年8月4日、交通事故により37歳で死去した。

## 死去
2004年7月22日、自家用車を運転して出勤する途中、黒石洞の工事現場で車両が横転する事故が起き、その後対向車に衝突された。病院に搬送されたが脳浮腫や合併症などの影響で37歳で死去した。葬儀はMBC社友葬で行われ、遺体は京畿道加平郡北漢江公園に埋葬された。死後、チョン・ウニム追慕事業会が結成された。